# Xenofrea trigonalis
Xenofrea trigonalis là một loài bọ cánh cứng trong họ Cerambycidae.